# NEC UltraLite

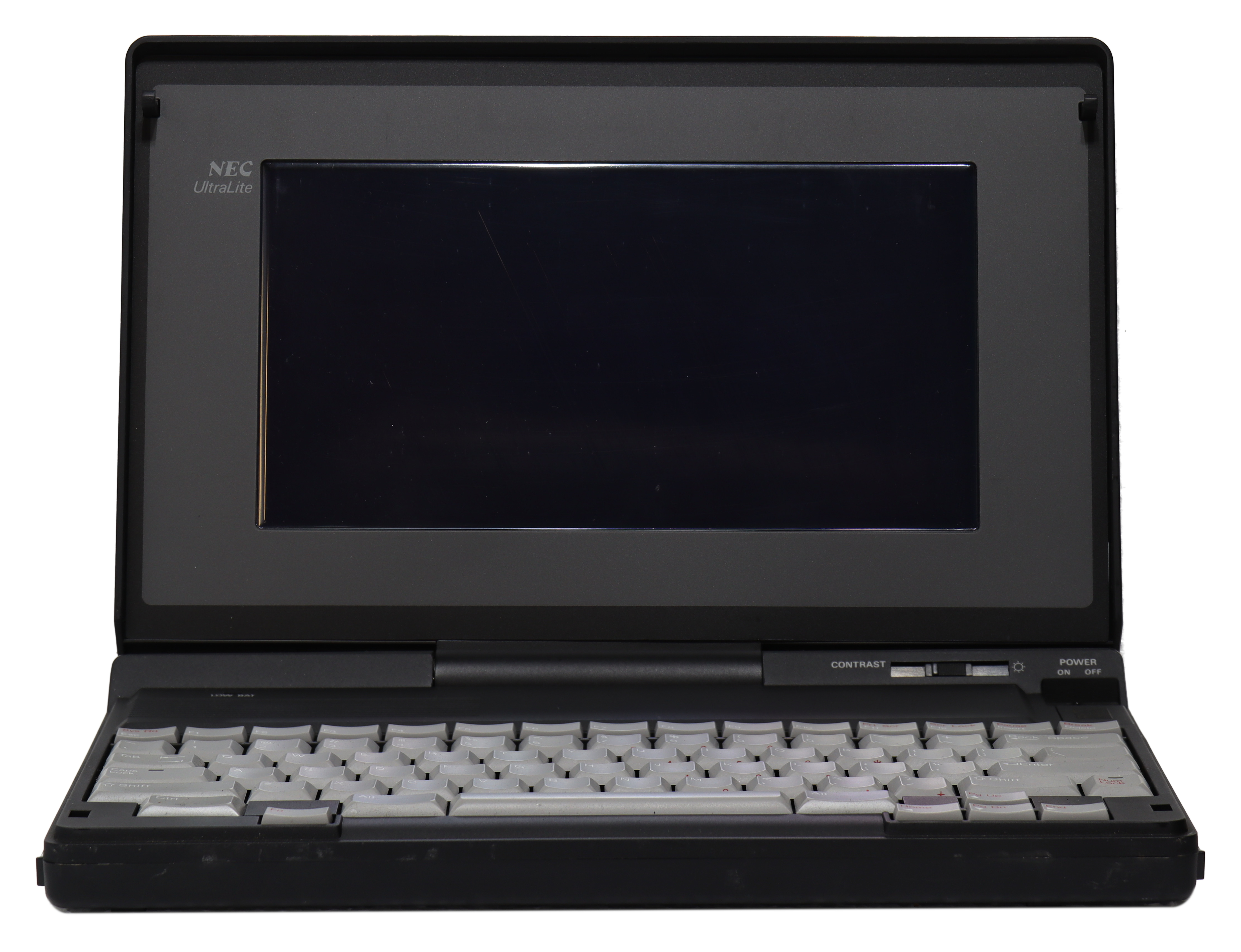
Vue frontale de l’ordinateur NEC UltraLite ouvert.

Le NEC UltraLite était un MS-DOS - sur la base ordinateur portable dans un format « portable », en vente dans la seconde moitié des années 1980.
PC Magazine met en vedette l'UltraLite sur sa couverture de novembre 1988 et peu de temps après les journalistes ont commencé à mentionner la taille A4, comme celle d'un « bloc-notes », pour le distinguer des ordinateurs portables plus grands et plus lourds de l'époque[réf. nécessaire].

## Caractéristiques
- Stockage: mémoire de stockage avec batterie de secours (non-volatile lecteur RAM)
  - Version PC-17-01 : 1 MB
  - Version PC-17-02 : 2 MB
- Port RS-232C
- Emplacement ROM / carte RAM (NEC interface propriétaire)
- Accessoires optionnels:
  - Lecteur de disquette 3,5 pouces externe
  - Cartes SRAM utilisant l'interface propriétaire
  - Cartes ROM en utilisant l'interface propriétaire
  - Câble adaptateur de port parallèle
- Le logiciel interne 456KB ROM intégrée
  - MS-DOS 3.3
  - Laplink 2
  - Microsoft DOS Manager Version 2.0

## Histoire
Le produit a été développé à l'origine par une équipe d'ingénierie des télécommunications NEC Japon qui essayait de faire un terminal léger et peu coûteux destiné à la programmation nomade des PABX. En 1988, NEC décide de créer des produits informatiques grand public. Ses ingénieurs développent alors l'UltraLite.
Tom Martin, vice-président chargé de l'opération, demande : « Pourrait-on le faire tourner sous MS-DOS » ? La réponse étant positive, le feu vert est donné au projet.
Le produit a été lancé peu avant le COMDEX d'octobre 1988, lors d'un gala à New York. Il est applaudi par les médias, dont les journalistes souhaitaient précisément une petite plate-forme informatique légère et mobile pouvant servir à la prise de notes et à la rédaction d'articles de presse. Malheureusement, la publicité entourant l'UltraLite ne suscite pas une demande énorme des consommateurs. L'UltraLite avait en effet encore deux défauts :
1. Absence d'un disque dur, ce qui rendait hasardeux le stockage de son travail pour plus d'une semaine sans charger le lecteur de RAM interne ;
2. Usage relativement lent  8086 - processeur compatible alors que le marché se déplaçait vers les 80286.

Les avantages énormes de l'UltraLite était son poids de 4 kg et son écran rétroéclairé. Son principal inconvénient était son prix de 4 000 à 5 000 dollars qui dépassait celui des modèles à base de 286 alors que le rapport vitesse/prix restait encore facteur déterminant. Pourtant, son OS et ses fichiers étant en RAM, L'UltraLite se révélait plus rapide dans bien des cas (comme le lancement d'une application) qu'un 386.
Bien que l'UltraLite ait inauguré une nouveau concept dans l'informatique portable, sa conception d'origine pour être un terminal de maintenance des centraux téléphonique a été pour quelque chose dans sa chute commerciale. Le succès commercial dans cette catégorie de produits ne sera pas atteint avant que Compaq ne lance son  LTE près de douze mois plus tard.

## Stockage de données
Les données pouvaient être stockées sur une disquette externe de 720 ko en option (3,5 pouces), sur le lecteur interne simulé en RAM non volatile (disque dur électronique), ou par des cartes RAM et ROM propriétaires. Le lecteur de RAM interne était alimenté par une batterie auxiliaire à l'intérieur de l'unité qui devait être rechargée chaque semaine ou pour maintenir le contenu du lecteur de RAM. Les dimensions, les cartes de RAM à piles de cartes de crédit étaient disponibles en capacité de 256 ko ou 512 ko. Les deux cartes RAM et les cartes ROM utilisent une interface propriétaire NEC parce que ce portable est sorti à un moment où il n'y avait pas d'interfaces informatiques portables standard. Le PCMCIA norme n'a pas existé que de nombreuses années plus tard. Les cartes RAM ont été alimentés par une 3 volts batterie remplaçable au lithium et avait un commutateur de protection en écriture.

### cartes ROM
Le logiciel peut être acheté à partir de cartes en cours d'exécution ROM. Les exemples comprennent :
- Lotus 123 ;
- Agenda Lotus ;
- Lotus Metro / express ;
- Wordperfect 5.0 ;
- Wordstar ;
- Microsoft Works.

## Autres modèles
Il existe d'autres modèles dans l'exemple de série pour NEC UltraLite :
- UltraLite SX / 20 :  publié en 1991, l'UltraLite SX / 20 avait un 80386 processeur et exécute Microsoft Windows 3.0 ;
- Google Traduction pour les entreprises : Google Kit du traducteurGadget TraductionOutil d'aide à l'export.